# Бель-Айл (острів)
Бель-Айл (англ. Belle Isle, з французької - «гарний острів») — безлюдний острів, розташований трохи більш ніж за 24 км на схід від узбережжя Лабрадору та трохи менше ніж за 32 км на північний захід від острова Ньюфаундленд, біля входу з Атлантичного океану в протоку Бель-Айл. Адміністративно є неінкорпорованою територією провінції Ньюфаундленд і Лабрадор.
Острів був названий французьким дослідником Жаком Картьє. Він лежить на найкоротшому морському шляху між Великими озерами і Європою та на головному морському шляху на північ до Гудзонової затоки та Північно-Західних територій. На острові розташована північна точка Міжнародної Аппалачської стежки.

## Географія

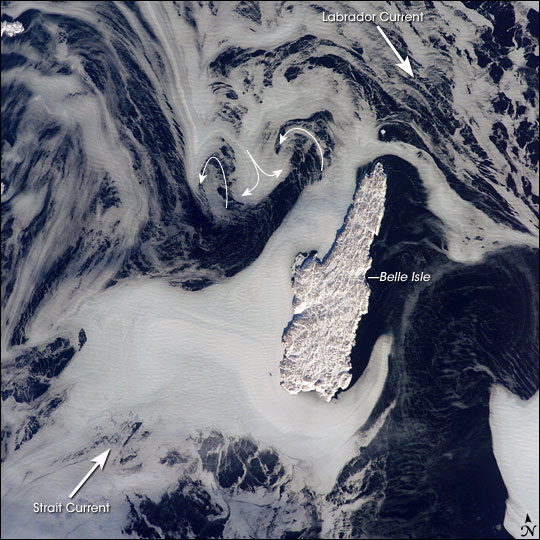
Аерокосмічний знімок острова Бель-Айл, на якому позначена взаємодія Лабрадорської течії та протоки Бель-Айл

Площа острова Бель-Айл становить приблизно 52 км², довжина — 17 км, ширина — 6 км. Геологічно острів є найпівнічнішою вершиною гірської системи Аппалачів, які простягаються від нього на південний захід на 3200 км. Його найвища точка розташована на висоті 213 м над рівнем моря. 
Офіційно острів незаселений, однак під час рибальського сезону його часто відвідують люди. На північному та південному краях островах розташовані два маяки. 
Острів знаходиться в точці зустрічі двох морських течій, що призводить до зіткнення морського льоду. Лабрадорська течія тече з північного заходу, а менша течія, керована домінуючими західними вітрами — з південного заходу. 

## Клімат
На острові Бель-Айл панує субарктичний клімат (Dfc за класифікацією кліматів Кеппена), надзвичайно холодний як для прибережної місцевості, розташованої на цій широті. Так, клімат Дюнкерку, розташованого на протилежному боці Атлантики, в середньому тепліший на 11,8 °C. Клімат Бель-Айла характеризується коротким прохолодним літом та тривалою суворою холодною зимою, яка триває більшу частину року. Пік опадів припадає на теплі місяці з червня по вересень. Більшість опадів випадає у вигляді дощу.
| Клімат Бель-Айла (1941−1970, екстремуми 1884−1969) | Клімат Бель-Айла (1941−1970, екстремуми 1884−1969) | Клімат Бель-Айла (1941−1970, екстремуми 1884−1969) | Клімат Бель-Айла (1941−1970, екстремуми 1884−1969) | Клімат Бель-Айла (1941−1970, екстремуми 1884−1969) | Клімат Бель-Айла (1941−1970, екстремуми 1884−1969) | Клімат Бель-Айла (1941−1970, екстремуми 1884−1969) | Клімат Бель-Айла (1941−1970, екстремуми 1884−1969) | Клімат Бель-Айла (1941−1970, екстремуми 1884−1969) | Клімат Бель-Айла (1941−1970, екстремуми 1884−1969) | Клімат Бель-Айла (1941−1970, екстремуми 1884−1969) | Клімат Бель-Айла (1941−1970, екстремуми 1884−1969) | Клімат Бель-Айла (1941−1970, екстремуми 1884−1969) | Клімат Бель-Айла (1941−1970, екстремуми 1884−1969) |
| Показник                                           | Січ.                                               | Лют.                                               | Бер.                                               | Квіт.                                              | Трав.                                              | Черв.                                              | Лип.                                               | Серп.                                              | Вер.                                               | Жовт.                                              | Лист.                                              | Груд.                                              | Рік                                                |
| Абсолютний максимум, °C                            | 4                                                  | 4                                                  | 7                                                  | 13                                                 | 15                                                 | 21                                                 | 23                                                 | 22                                                 | 21                                                 | 14                                                 | 12                                                 | 7                                                  | 23                                                 |
| Середній максимум, °C                              | −6,1                                               | −5,9                                               | −3,4                                               | −0,2                                               | 3,8                                                | 8,2                                                | 12,7                                               | 13,2                                               | 10,1                                               | 5,2                                                | 1,2                                                | −3,3                                               | 2,9                                                |
| Середня температура, °C                            | −9,6                                               | −9,3                                               | −6,4                                               | −2,7                                               | 1,2                                                | 5,0                                                | 9,4                                                | 10,2                                               | 7,3                                                | 2,8                                                | −1,2                                               | −6,2                                               | 0,1                                                |
| Середній мінімум, °C                               | −13,1                                              | −12,7                                              | −9,4                                               | −5,1                                               | −1,4                                               | 1,8                                                | 6,1                                                | 7,3                                                | 4,6                                                | 0,3                                                | −3,7                                               | −9,2                                               | −2,9                                               |
| Абсолютний мінімум, °C                             | −35                                                | −34                                                | −29                                                | −23                                                | −16                                                | −7                                                 | −4                                                 | −2                                                 | −3                                                 | −11                                                | −21                                                | −34                                                | −35                                                |
| Норма опадів, мм                                   | 55                                                 | 59                                                 | 56                                                 | 56                                                 | 65                                                 | 84                                                 | 77                                                 | 100                                                | 91                                                 | 90                                                 | 94                                                 | 65                                                 | 893                                                |
| Днів з опадами                                     | 12                                                 | 12                                                 | 13                                                 | 12                                                 | 12                                                 | 12                                                 | 12                                                 | 13                                                 | 13                                                 | 12                                                 | 13                                                 | 13                                                 | 149                                                |
| Днів з дощем                                       | 2                                                  | 2                                                  | 3                                                  | 4                                                  | 9                                                  | 12                                                 | 12                                                 | 13                                                 | 13                                                 | 11                                                 | 9                                                  | 3                                                  | 93                                                 |
| Днів зі снігом                                     | 11                                                 | 10                                                 | 11                                                 | 8                                                  | 4                                                  | 1                                                  | 0                                                  | 0                                                  | 0                                                  | 2                                                  | 6                                                  | 10                                                 | 63                                                 |
| -------------------------------------------------- | -------------------------------------------------- | -------------------------------------------------- | -------------------------------------------------- | -------------------------------------------------- | -------------------------------------------------- | -------------------------------------------------- | -------------------------------------------------- | -------------------------------------------------- | -------------------------------------------------- | -------------------------------------------------- | -------------------------------------------------- | -------------------------------------------------- | -------------------------------------------------- |